# Гуго I (виконт Шатодёна)
Гуго I (Юг I; фр. Hugues I de Châteaudun; умер 10 июня 1026) — виконт Шатодена в 989—1003 годах, дьякон в кафедральном соборе Тура в 996—1001 годах, архиепископ Тура с 1003 года. Вероятно, сын виконта Шатодена Жоффруа I и Хильдегарды де Мортань.

## Биография
Гуго упоминается в исторических источниках как виконт Шатодена в 989—1003 годах, где он вероятно наследовал Гозфреду I. В 1003 году после смерти архиепископа Тура Аршамбо де Сюлли Гуго был избран его преемником. Это избрание поддержали граф Блуа Эд II и король Франции Роберт II. Шатодён Гуго передал своему племяннику Жоффруа II.
14 июля 1014 года хлопотами Гуго была освящена базилика Святого Мартина в Туре.
Точно не известно, был ли Гуго женат. У него известно как минимум два сына: Эльго и Гуго. Поскольку они не наследовали отцу, то скорее всего были незаконнорождёнными.